# Релса
Релсата е профил от легирана стомана, най-често е част от релсов път, по който се движат влакове или кранове. Релси се наричат също профилите, по които се движат колела или ролки на други механизми, например плъзгащи или секционни врати.
Железопътните релси обикновено са дълги 25 метра, освен ако не са част от стрелка. По това, колко често се чува във и наоколо му преминаването на влака през съединенията на релсите (чува се характерен звук), може да се изчисли колко бързо се движи. Ако периодичността на траканията е една секунда, значи влакът се движи с 90 km/h.